# Haligeri, Ranibennur
Haligeri là một làng thuộc tehsil Ranibennur, huyện Haveri, bang Karnataka, Ấn Độ.